# Rolf Schüsseler
Rolf Schüsseler (* 16. April 1927 in Hannover; † 19. Februar 1994) war ein ordentlicher Rechtsprofessor in der Fachrichtung Wirtschaftsrecht an der Universität Halle.

## Leben
Er legte mit 17 Jahren das Notabitur ab und wurde danach zur Wehrmacht als Soldat eingezogen. Nach Rückkehr aus der Kriegsgefangenschaft arbeitete er zunächst in der Allgemeinen Verwaltung der Stadt Aschersleben in der damaligen Provinz Sachsen-Anhalt in der sowjetisch besetzten Zone Deutschlands. Schließlich wurde er Abteilungsleiter für Sozialwesen des Rates der Stadt Aschersleben. Im Jahre 1951 nahm er das Jurastudium an der Martin-Luther-Universität in  Halle (Saale) auf, der Hauptstadt des 1947 aus der bisherigen Provinz hervorgegangenem  „Landes Sachsen-Anhalt“. Nach Abschluss des Studiums mit dem Staatsexamen wurde er wissenschaftlicher Assistent am Institut für Staats- und Rechtstheorie der Juristenfakultät Halle. Er unterbrach seine akademische Laufbahn und wurde Sekretär eines Rates des Kreises im damaligen Bezirk Halle der DDR.

### Professor an der Universität Halle
Nach dem Praxiseinsatz als Sekretär beim Rat des Kreises Hettstedt verteidigte er noch vor Abriegelung der DDR von West-Berlin im Jahre 1961 seine Dissertation zum Thema Die Entwicklung der organisierten gesellschaftlichen Disziplinargewalt in der Deutschen Demokratischen Republik und ihre Rolle im Kampf um die allseitige Durchsetzung sozialistischer Lebensformen
Im Jahre 1962 wurde er mit der Wahrnehmung einer Dozentur für Staats- und Rechtstheorie unter dem Dekan Gerhard Reintanz beauftragt, der in dieser Zeit zugleich Direktor des Instituts für Staats- und Rechtstheorie war. Zu Beginn des Jahres 1966 wurde Schüsseler zum kommissarischen Direktor des Instituts für Wirtschaftsrecht und Zivilrecht ernannt. Im Herbstsemester 1967/68 hielt er zusammen mit seiner damaligen Oberassistentin und ab 1972 ordentlichen Professorin Karola Hesse Vorlesungen zum Wirtschaftsrecht der DDR für das 2. Studienjahr der Juristischen Fakultät der Universität Halle in der Fachrichtung Wirtschaftsrecht. Er wurde 1969 zum ordentlichen Professor für Wirtschaftsrecht berufen, nachdem er zuvor einen Lehrauftrag für Staats- und Rechtstheorie sowie Wirtschaftsrecht als Professor wahrnahm.
Die Promotion B (Doctor scientiae), welche die Habilitation ablöste,  über theoretische Fragen des Volkseigentums verteidigte er 1975. Im Jahre 1978 wurde er für mehrere Jahre Direktor der Sektion Staats- und Rechtswissenschaft der Universität Halle, bis Ende Januar 1990 der Strafrechtler Wolfgang Müller als neuer Direktor/Dekan in einer Vollversammlung der Juristen demokratisch gewählt worden war. Der Sektionsdirektor Prof. Dr. sc. Rolf Schüsseler war Mitunterzeichner eines Briefes an Erich Honecker, in dessen Eigenschaft als Erster Sekretär des Zentralkomitees der SED, mit der Selbstverpflichtung DDR-Staats- und Rechtswissenschaftler, die Forschung und Lehre praxisverbunden zu betreiben sowie die interdisziplinäre Zusammenarbeit zu vertiefen. Universitätsprofessor Schüsseler war Mitglied des Wissenschaftlichen Beirates für Staats- und Rechtswissenschaften beim Ministerium für das Hoch- und Fachschulwesen der DDR.

## Ausblick
Schüsseler zählte neben dem Mitbegründer der DDR-Wirtschaftsrechtswissenschaft, Heinz Such (1910–1976), zu den Professoren für Wirtschaftsrecht wie die Karola Hesse (* 1935)  und Uwe-Jens Heuer (1927–2011), die als Hochschullehrer um die Ausformung dieses spezifischen DDR-Rechtszweiges Wirtschaftsrecht ausgewiesenermaßen beteiligt waren. Das für Halle wichtige Lehrgebiet Wirtschaftsrecht bezog sich auf die vom sozialistischen Staat geleitete Planwirtschaft.
Nach dem Vorlesungsverzeichnis der Universität Halle für das Wintersemester 1992/93 war für ihre Juristenfakultät kein Rechtswissenschaftler aus der ehemaligen DDR übernommen worden. Schüsseler hatte bei der Abwicklung der früheren Sektion Staats- und Rechtswissenschaft zum 1. Januar 1991 das Alter erreicht, um in den Vorruhestand in Halle (Saale) zu gehen. Bereits als Universitäts-Professor mit Lehrauftrag der Universität Halle für das Fach Staats- und Rechtstheorie wohnte er in der Saalestadt  zunächst in der Fuchsbergstr. 21 und danach im Tulpenweg 12.
Gert Schüßeler (* 1936) von der Hochschule der Volkspolizei bzw. des Innenministeriums der DDR und zuvor wissenschaftlicher Mitarbeiter im Institut für Staatsrecht an der Universität Halle war sein jüngerer Bruder.
Der Familienname Schüsseler/Schüßeler wurde nach einem früheren Beruf benannt, dem des Drechslers von (Holz-)Schüsseln. Er ist eine lautliche Variante des Namens Schüßler/Schüssler.

## Veröffentlichungen (Auswahl)
- Das Wesen der Übertretungen im Strafrecht der Deutschen Demokratischen Republik und das Verfahren bei der Bestrafung von Übertretungen, 1956[17]
- Die Rechtsverletzungen im sozialistischen Staat und ihre Bekämpfung, 1958[18]
- Die Übertragung staatlicher Aufgaben an Organe der gesellschaftlichen Erziehung, 1962[19]
- Inhalt und Bedeutung der Unabhängigkeit des Richters in der DDR gemeinsam mit Rudolf Herrmann[20]
- Zu einigen theoretischen Grundfragen der sozialistischen Rechtspflege und ihrer Entwicklung unter den Bedingungen des umfassenden Aufbaus des Sozialismus. Mitautoren: Rudolf Herrmann u. Friedrich-Karl Winkler; in: Staat und Recht, Jg. 13 (1964), S. 1044–1068.
- Grundrechte und Grundpflichten der Bürger in der DDR. Zur staatstheoretischen und staatsrechtlichen Grundrechtsforschung zusammen mit Willi Büchner-Uhder und Eberhard Poppe[21]
- Zur Theorie der Funktionen des sozialistischen Staates zusammen mit Gert Schüßeler und Eberhard Poppe, 1967[22]
- Grundlagen, Gegenstand und Rolle des sozialistischen Wirtschaftsrechts, 1967[23]
- Die Rechtsstellung der Wirtschaftseinheiten, 1967[24]
- Lehr- und Studienmaterial zum Wirtschaftsrecht 1, Allgemeiner Teil I, zusammen mit Heinz Such, 1972[25]
- Zur wirtschaftsrechtlichen Stellung von Betriebsteilen gemeinsam mit Karola Hesse[26]
- Rechtsgrundlagen für den Meister, 1978[27]
- Vervollkommnung der wirtschaftlichen Rechnungsführung und Entwicklung des Wirtschaftsrechts[28]
- Umgestaltung des Wirtschaftssystems und Weiterentwicklung der Eigentumstheorie. Anmerkung zu den Thesen von W.(Willfried) Ballaschek und G. (Gerd) Quilitzsch.[29]

Im Lehrbuch „Wirtschaftsrecht“ von 1985 verfasste er die Kapitel 3, 11 und 12.
Er war Mitautor eines Rechtshandbuches, das vom Institut für Theorie des Staates und des Rechts der Akademie  der Wissenschaften der DDR unter der Verantwortung des Bereichsleiters Rechtstheorie, Karl August Mollnau (* 1933), im Jahre 1985 zur Nutzung durch die Bevölkerung erstmals herausgegeben wurde. Rolf Schüsseler gehörte der Redaktion dieses Nachschlagewerkes mit weiteren Rechtswissenschaftlern an, darunter befanden sich von der Universität Halle außer ihm die Professoren Willi Büchner-Uhder (1928–2003), Karola Hesse (* 1935) Willi Linden (1922–2006) und Siegfried Schulze (1925–2013).

## Auszeichnung/Ehrung (Auswahl)
- Humboldt-Medaille in Bronze 1975
- Aufnahme in Kürschners Deutscher Gelehrten-Kalender[33]